# Deutzia
Genre
Deutzia est un genre botanique regroupant des espèces d'arbustes de la famille des Hydrangéacées, en majorité originaires de l'Asie du sud-est, mais aussi d'Amérique centrale et d'Europe. De nombreux hybrides ornementaux aux fleurs blanches ou roses sont cultivés dans les jardins comme Deutzia ×hybrida ou Deutzia ×rosea.
Ce genre est nommé par Carl Peter Thunberg en hommage à Johann van der Deutz, son mécène lors de ses voyages en Asie.

## Liste d'espèces
Selon The Plant List (2 juillet 2015) :
- Deutzia albida Batalin
- Deutzia aspera Rehder
- Deutzia baroniana Diels
- Deutzia bhutanensis Zaik.
- Deutzia bomiensis S.M.Hwang
- Deutzia breviloba S.M.Hwang
- Deutzia bungoensis Hatus.
- Deutzia calycosa Rehder
- Deutzia cinerascens Rehder
- Deutzia compacta Craib
- Deutzia coriacea Rehder
- Deutzia corymbosa R.Br. ex G.Don
- Deutzia crassidentata S.M.Hwang
- Deutzia crassifolia Rehder
- Deutzia crenata Siebold & Zucc.
- Deutzia cymuligera S.M.Hwang
- Deutzia discolor Hemsl.
- Deutzia esquirolii (H.Lév.) Rehder
- Deutzia faberi Rehder
- Deutzia floribunda Nakai
- Deutzia glabrata Kom.
- Deutzia glauca W.C.Cheng
- Deutzia glaucophylla S.M.Hwang
- Deutzia glomeruliflora Franch.
- Deutzia gracilis Siebold & Zucc.
- Deutzia grandiflora Bunge
- Deutzia hatusimae H.Ohba, L.M.Niu & Minamit.
- Deutzia henryi Rehder
- Deutzia heterophylla S.M.Hwang
- Deutzia hookeriana (C.K.Schneid.) Airy Shaw
- Deutzia hypoglauca Rehder
- Deutzia longifolia Franch.
- Deutzia macrantha Hook.f. & Thomson
- Deutzia maximowicziana Makino
- Deutzia mexicana Hemsl.
- Deutzia mollis Duthie
- Deutzia monbeigii W.W.Sm.
- Deutzia muliensis S.M.Hwang
- Deutzia multiradiata W.T.Wang
- Deutzia nanchuanensis W.T.Wang
- Deutzia naseana Nakai
- Deutzia ningpoensis Rehder
- Deutzia oaxacana Zaik.
- Deutzia obtusilobata S.M.Hwang
- Deutzia occidentalis Standl.
- Deutzia ogatai Koidz.
- Deutzia ovalis Fedde
- Deutzia paniculata Nakai
- Deutzia parviflora Bunge
- Deutzia pilosa Rehder
- Deutzia pringlei C.K.Schneid.
- Deutzia pulchra S.Vidal
- Deutzia purpurascens (Franch. ex L.Henry) Rehder
- Deutzia rehderiana C.K.Schneid.
- Deutzia rubens Rehder
- Deutzia scabra Thunb.
- Deutzia schneideriana Rehder
- Deutzia setchuenensis Franch.
- Deutzia setifera Zaik.
- Deutzia silvestrii Pamp.
- Deutzia squamosa S.M.Hwang
- Deutzia staminea R.Br. ex Wall.
- Deutzia subulata Hand.-Mazz.
- Deutzia taibaiensis W.T.Wang ex S.M.Hwang
- Deutzia taiwanensis (Maxim.) C.K.Schneid.
- Deutzia uniflora Shirai
- Deutzia wardiana Zaik.
- Deutzia wilsonii Duthie
- Deutzia yaeyamensis Ohwi
- Deutzia yunnanensis S.M.Hwang
- Deutzia zentaroana Nakai
- Deutzia zhongdianensis S.M.Hwang